# Markus Lanz

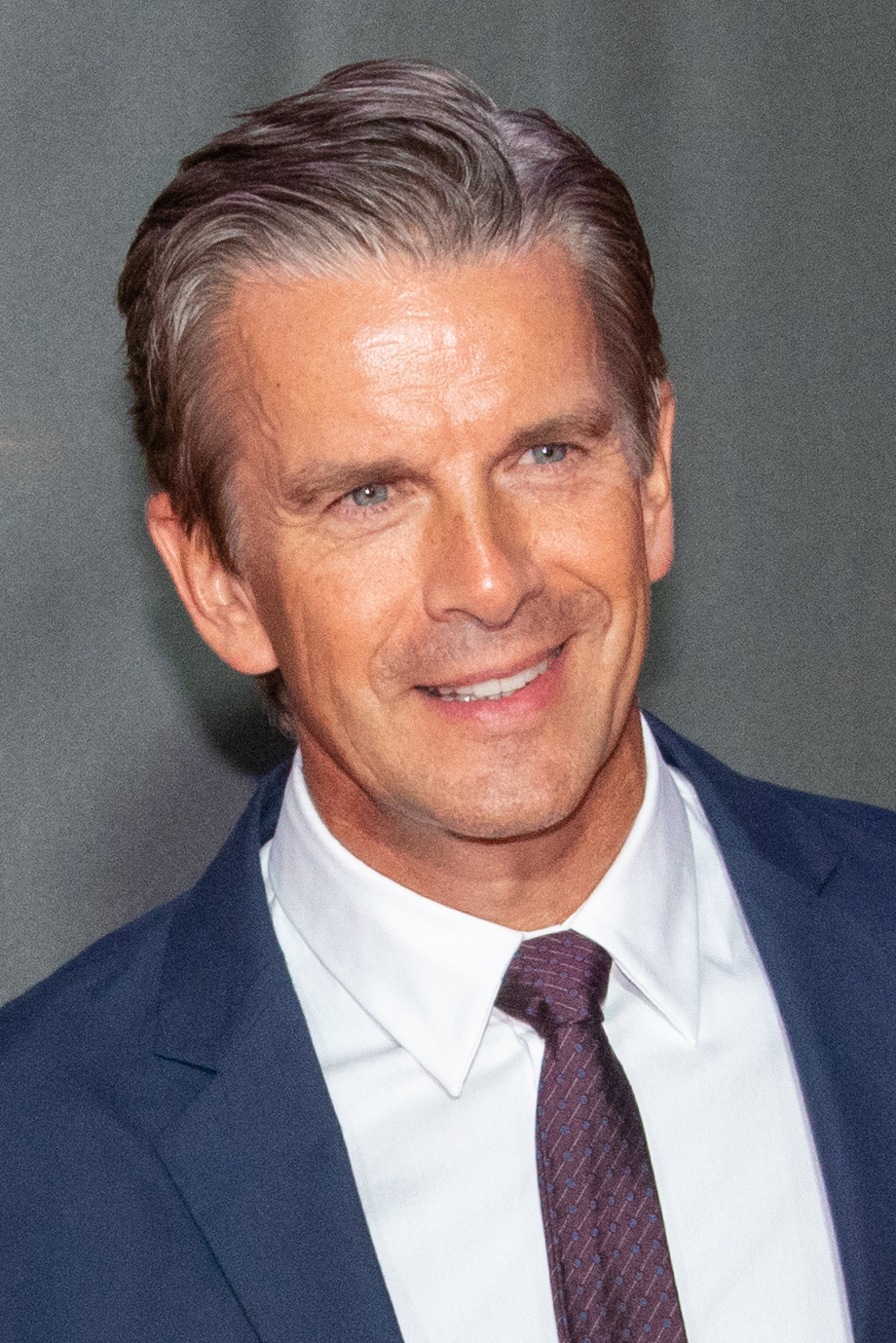
Markus Lanz (2021)

Markus Josef Lanz (* 16. März 1969 in Bruneck, Südtirol) ist ein italienisch-deutscher Fernsehmoderator, Dokumentarfilmer, Fotograf und Podcaster. Seit 2008 moderiert er im ZDF seine Talkshow Markus Lanz. Seit 2021 ist Lanz mit Richard David Precht im Podcast Lanz & Precht zu hören. Von 2012 bis 2014 war er Moderator der Samstagabendshow Wetten, dass..?.

## Herkunft und Ausbildung
Markus Lanz wurde als Sohn von Josef und Anna Lanz in Bruneck geboren. Er wuchs mit einem Bruder und einer Schwester in Geiselsberg in Südtirol (einer Fraktion der Gemeinde Olang) auf.
Er war 14 Jahre alt, als sein Vater im Alter von 52 Jahren an Leukämie starb. Als Gymnasiast lebte er im Schülerheim von Kloster Neustift. In dieser Zeit besuchte er von 1983 bis 1984 das Klassische Gymnasium am Vinzentinum in Brixen. Als Jugendlicher trat er mit seinem Bruder Gotthard als Musik-Duo The W5 auf, bei dem er Keyboard und Klavier spielte. Nach der 1988 in Bruneck erlangten Matura wurde er beim italienischen Heer zum Funker ausgebildet und diente bei den Alpini.

## Karriere

### Medienanfänge 1989–1998
Nach seinem Wehrdienst jobbte Lanz bis 1991 bei Radio Holiday in Bruneck. Im Ausbildungsjahr 1991/92 absolvierte er eine schulische Ausbildung zum Kommunikationswirt (BAW) an der Bayerischen Akademie für Werbung und Marketing in München. Es folgte ein zweijähriges Volontariat bei Radio Hamburg. 1995 veröffentlichte er aus Protest gegen die französischen Kernwaffentests auf Mururoa gemeinsam mit Marzel Becker und Stephan Heller unter dem Namen Le camembert radioactif die Single F…! Chirac.
Lanz produzierte das Stück zuhause mit seinem Synthesizer; als Sängerin engagierte er Anja Krenz, die zuvor mit Heinz Strunk gearbeitet hatte. Das Stück wurde ungenehmigt im Programm von Radio Hamburg gespielt und Lanz daraufhin entlassen. Im selben Jahr wurde er Nachrichtenmoderator bei RTL Nord. Von 1997 an moderierte Lanz die Sendung Guten Abend RTL in Schleswig-Holstein.

### RTL
Der Durchbruch als Fernsehmoderator gelang Lanz, als er von September 1998 bis März 1999 Barbara Eligmann während ihrer Babypause als Moderator der RTL-Sendung Explosiv – Das Magazin vertrat. Von April 1999 bis zum 15. März 2008 moderierte er die Sendung regelmäßig und war seit November 2004 auch Redaktionsleiter. Daneben übernahm Lanz auch die Moderation weiterer RTL-Sendungen wie Der Hochzeitsplan (2001), Outback (2002) und Ich bin ein Star – Holt mich hier raus! – Spezial (2004). Charakteristisch für Lanz wurde sein ungewöhnlich aktiver Moderationsstil mit eingestreuten Wortspielen.

### Wechsel zum ZDF
Seit April 2008 arbeitet Lanz für den Fernsehsender ZDF. Er vertrat dort zunächst Johannes B. Kerner während dessen Sommerpause 2008 mit der Talksendung Markus Lanz. Die freitagabendliche Kochsendung Kerners Köche übernahm Lanz unter dem neuen Sendetitel Lanz kocht! ebenfalls von Juni 2008 bis Dezember 2012. Im Jahr 2009 vertrat er erneut Johannes B. Kerner während dessen Sommerpause. Seit Kerners Ausscheiden beim ZDF am 1. Oktober 2009 läuft die Talksendung Markus Lanz regelmäßig dienstags bis donnerstags. Neben diesen zwei Formaten moderierte Lanz für das ZDF verschiedene weitere Shows.
Seit Januar 2011 produziert Markus Lanz seine Sendungen über die Produktionsfirma „Mhoch2 TV“, an der er selbst sowie Markus Heidemanns je zur Hälfte beteiligt sind.
In dem Buch Die Nimmersatten: die Wahrheit über das System ARD und ZDF kritisiert Medienexperte Hans-Peter Siebenhaar das doppelte Kassieren von Markus Lanz als Moderator und Produzent.
Über das Moderatorenhonorar macht das ZDF keine genauen Angaben, laut Süddeutscher Zeitung liegt es im sechsstelligen Bereich pro Jahr.
Im Jahr 2022 „überweist das ZDF etwa 13 Millionen Euro an Lanz und Heidemanns nach Hamburg.“

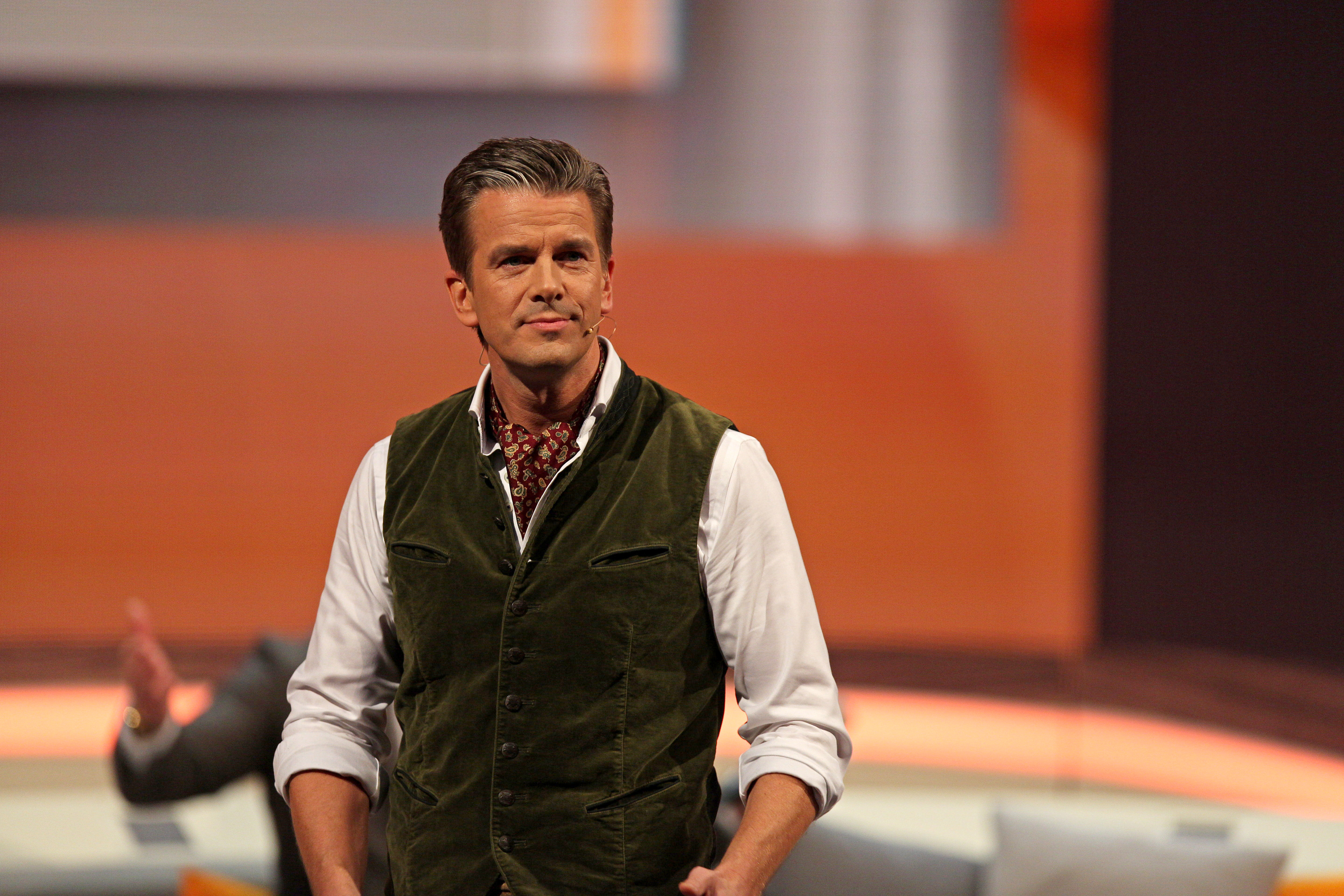
Markus Lanz als damaliger Gastgeber von Wetten, dass..? (2014)

Ab dem 6. Oktober 2012 moderierte Lanz die Samstagabendshow Wetten, dass..? im ZDF und folgte damit Thomas Gottschalk nach. Außerdem übernahm er am 2. Dezember ebenfalls von Gottschalk den Jahresrückblick des ZDF, Menschen. Am 2. Februar 2013 erhielt er für Wetten, dass..? eine Goldene Kamera als Zuschauerpreis.
Am Ende der Wetten, dass..?-Ausgabe vom 5. April 2014 verkündete Lanz das Aus der Show; es werde nur noch drei weitere Ausgaben geben. Im Anschluss bestätigte das ZDF den „gemeinsamen Beschluss“ zur Einstellung der Sendung nach 33 Jahren zum Jahresende 2014. Markus Lanz beendete die Wetten, dass..?-Sendung am 13. Dezember 2014 in Nürnberg mit den Worten „Das Leben geht weiter – wetten, dass? Bis bald!“. Insgesamt moderierte er 16 Ausgaben des Formats.
Seit September 2021 moderiert er mit Richard David Precht den ZDF-Podcast Lanz & Precht, der im Juni 2023 zu den am meisten gehörten deutschsprachigen Podcasts zählte.
Lanz erhält für seine Tätigkeit beim ZDF 1,9 Millionen Euro Honorar für das Jahr 2024 und 2 Millionen Euro für 2025 und ist damit der Spitzenverdiener beim ZDF. Das geheim gehaltene Gehalt für ihn und andere ZDF-Moderatoren löste eine Debatte über mangelnde Gehaltstransparenz beim öffentlich-rechtlichen Rundfunksender aus.

### Weitere Aktivitäten
Zu Markus Lanz’ publizistischen Aktivitäten gehören Reisen in die Polargebiete. Nach einer filmisch begleiteten Nordpolexpedition, bei der er und ein Begleiter mit dem Hubschrauber bis in die Nähe des Pols geflogen wurden, nahm er im Dezember 2010 an der Fernsehproduktion Der Wettlauf zum Südpol teil. Über den Fernsehkoch Horst Lichter schrieb er 2007 eine Biografie. Lanz ist außerdem als Fotograf tätig.

## Kritik
Lanz hat für seinen Interviewstil in seiner Sendung Markus Lanz mehrfach Kritik erhalten. Unter anderem wird ihm vorgeworfen, dass er seine Gäste oft unterbricht, was 2014 nach einer Sendung mit Sahra Wagenknecht zu einer Online-Petition führte, ihn und seine Sendung abzusetzen.

## Privates
Lanz hat einen Sohn (* 2000) aus einer Beziehung (1998–2006) mit der Moderatorin Birgit Schrowange. 2011 heiratete er in Südtirol die Betriebswirtin Angela Gessmann, mit der er seit 2008 liiert war.
Mit ihr zog er 2014 von Köln nach Hamburg. Aus der Ehe gingen zwei Töchter hervor (* 2014 und * 2018). Anfang 2023 gab Lanz’ Anwalt die Trennung des Paares bekannt.
Lanz hat die italienische und deutsche Staatsbürgerschaft.

## Moderationen

### Fortlaufend
- seit 2008: Markus Lanz, ZDF
- seit 2020: Markus Lanz – Das Jahr, ZDF
- seit 2021: Lanz & Precht, ZDF

### Ehemals/Einmalig
- 1997–1999: Guten Abend, RTL, RTL
- 1998: Unter uns (Fernsehserie, als er selbst in den Episoden 859 bis 861)
- 1998–2008: Explosiv – Das Magazin, RTL
- 2001: Der Hochzeitsplan, RTL
- 2002: Outback, RTL
- 2004: Ich bin ein Star – Holt mich hier raus! – Spezial, RTL
- 2008: Alles Gute, Karlheinz Böhm – Ein Leben für Afrika, ZDF
- 2008: Ciao, Luciano Pavarotti, ZDF
- 2008–2009: Das will ich wissen, ZDF
- 2008–2010: Gut zu wissen, ZDF
- 2008–2012: Lanz kocht!, ZDF
- 2009: Glückwunsch, Thomas Quasthoff, ZDF
- 2009: Udo Jürgens – die Geburtstagsgala, ZDF
- 2009–2010: History – das Quiz, ZDF
- 2010: Hilfe für Pakistan, ZDF
- 2012–2014: Wetten, dass..?, ZDF
- 2012–2019: Menschen, ZDF
- 2015–2018: Weihnachten in Bethlehem, ZDF
- 2016–2017: Niemals geht man so ganz – eine Hommage ans Leben, ZDF
- 2019: Pastewka (Fernsehserie, als er selbst in den Episoden 78 und 86)

## Auszeichnungen
- 2013: Goldener Rathausmann (Wien)[41]

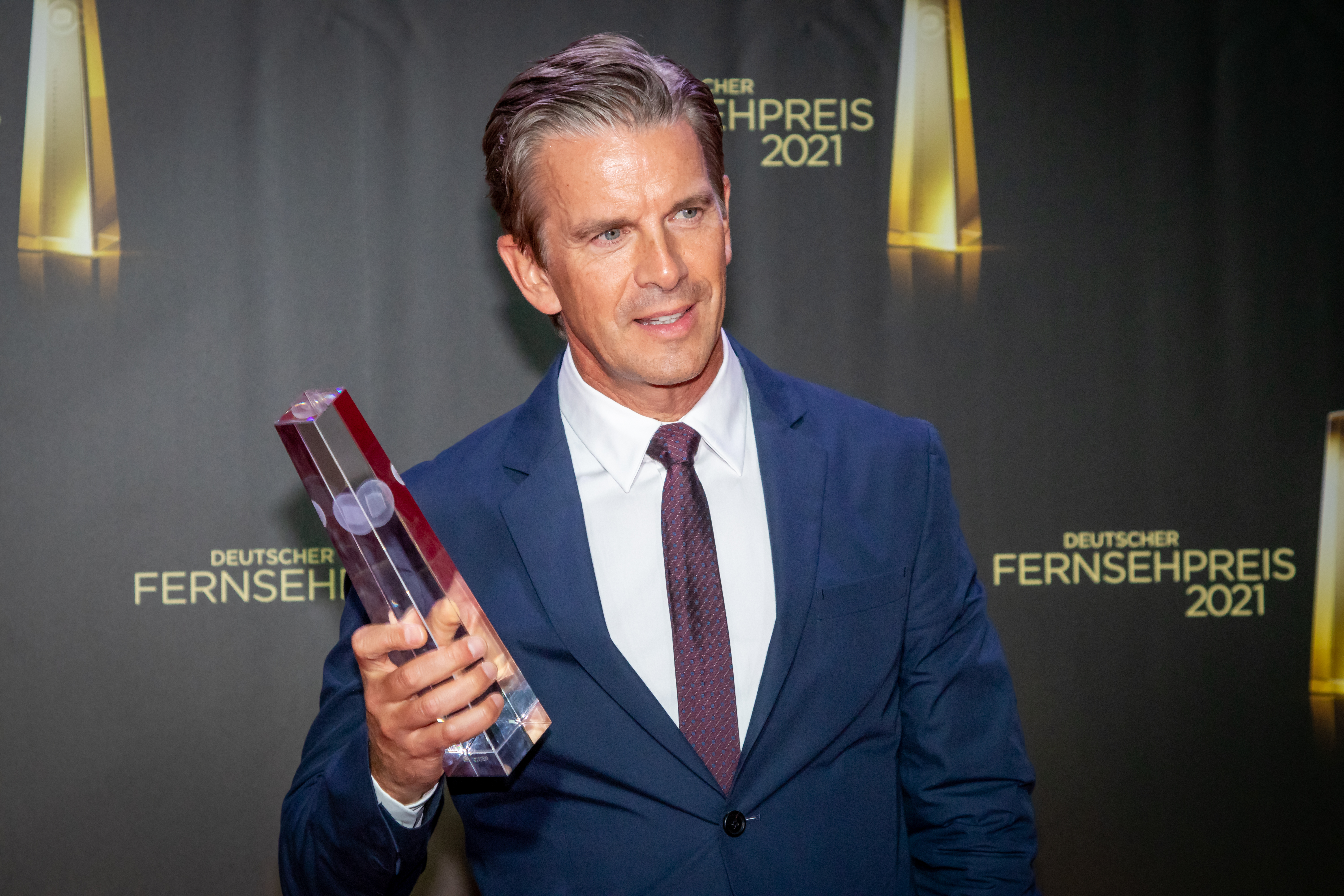
Markus Lanz mit dem Deutschen Fernsehpreis (2021)

- 2013: Goldene Kamera (Leserpreis der Hörzu-Leser)[42]
- 2016: SignsAward (Kategorie „Respekt in der Kommunikation“)
- 2018: Journalist des Jahres (Medium Magazin, Kategorie „Unterhaltung“)[43]
- 2021: Deutscher Fernsehpreis (Beste Information für die Sendung Markus Lanz)[44]
- 2021: „Goldener Kompass“ der Christlichen Medieninitiative pro[45]
- 2022: Blauer Panther – TV & Streaming Award – Ehrenpreis des Bayerischen Ministerpräsidenten[46]

## Veröffentlichungen
- Und plötzlich guckst du bis zum lieben Gott. Die zwei Leben des Horst Lichter. Gütersloher Verlagshaus, Gütersloh 2007, ISBN 978-3-579-06459-8; als Taschenbuch: Goldmann, München 2009, ISBN 978-3-442-15547-7.
- Grönland: Meine Reisen ans Ende der Welt (Bildband). National Geographic, Hamburg 2014, ISBN 978-3-86690-195-7.
- mit Manfred Lütz: Benedikt XVI. – Unser letztes Gespräch. Kösel, München 2023, ISBN 978-3-466-37316-1.